# Teen Spirit (álbum)
Teen Spirit es el segundo álbum de estudio del grupo sueco pop A-Teens. Fue publicado el 26 de febrero de 2001 por Stockholm Records. Fue el primer álbum de material original del grupo. Del álbum se publicaron tres sencillos, "Upside Down", "Halfway Around the World" y "Sugar Rush". El 21 de enero de 2002 se publicó en Escandinavia, Alemania y México una nueva versión del álbum que incluía temas extra. Aunque no repitió el éxito de su primer álbum, vendió más de 1,5 millones de copias, a pesar de recibir malas críticas.

## Recepción Crítica
En una crítica mixta del álbum, Billboard dijo que las canciones del álbum "varían en calidad, desde placeres culpables a clunkers ya anticuados". La crítica fue positiva con los temas "Bouncing Off the Ceiling (Upside Down)" y "...To the Music", pero en general describió el álbum como "una colección de más fallos que aciertos".  Escribiendo para AllMusic, Jon Azpiri dio al álbum una de cinco estrellas, y escribió: "en lugar de copiar descaradamente a ABBA, optan por imitar el sonido característico del omnipresente super productor de pop sueco Max Martin".  Laut dio al álbum dos estrellas de cinco, criticando las similitudes de la música con éxitos recientes de 'NSync, los Backstreet Boys y Britney Spears, pero dijo: "Al menos el humor alegre sigue recordando a ABBA". 
En una crítica negativa, J.R. Griffin de Rolling Stone dijo que "sin las nostálgicas melodías de ABBA de su lado, los A-Teens se han degradado al nivel de S Club 7, unos Ace of Base más jóvenes y, Dios nos libre, Aqua". Escribió que la música sólo atraería a oyentes muy jóvenes. Escribiendo para Sonic.net, Paul Gaita dio al álbum dos estrellas y media sobre cinco, y dijo que si el grupo "pretende cumplir la amenaza de su tema final y volver "Back for More", tendrán que trabajar el doble para disipar tanto los fantasmas de ABBA como esta nueva personalidad directa de IKEA. " Escribiendo para Wall of Sound, Gary Graff también criticó las similitudes entre la producción del álbum y los recientes esfuerzos producidos por Max Martin y dio al álbum una puntuación de 40 sobre 100. Elogió a los miembros del grupo Amit y Dhani por tener un papel más destacado en el álbum.

## Resultados comerciales
El álbum alcanzó el n.º 2 en Suecia en la lista Sverigetopplistan Álbumes Top 60, en el n.º 18 en Austria en la lista Ö3 Austria Top 40 y en el n.º 33 en Finlandia en The Official Finnish Charts. Top Albums, n.º 33 en Finlandia en Official Finnish Charts Top 50 Álbumes, n.º 5 en Alemania en la GfK Entertainment Top 100 Álbumes, n.º 5 en los Países Bajos en la lista Dutch Top 40, n.º 37 en Noruega en la lista VG-lista. Top 40 Álbumes, n.º 13 en Suiza en la Swiss Hitparade Top 100 Álbumes, y el n.º 50 en Estados Unidos en la lista Billboard 200.
El álbum fue certificado disco de oro en Suecia y Estados Unidos.

## Lista de canciones
| N.º   | Título                          | Duración |  |
| 1.    | «Upside Down»                   | 3:14     |  |
| 2.    | «...To the Music»               | 3:22     |  |
| 3.    | «Halfway Around the World»      | 3:41     |  |
| 4.    | «Firefly»                       | 3:07     |  |
| 5.    | «Sugar Rush»                    | 3:03     |  |
| 6.    | «Rockin'»                       | 3:27     |  |
| 7.    | «Around the Corner of Your Eye» | 4:12     |  |
| 8.    | «Slammin' Kinda Love»           | 3:04     |  |
| 9.    | «All My Love»                   | 3:17     |  |
| 10.   | «For All That I Am»             | 3:19     |  |
| 11.   | «That's What (It's All About)»  | 3:17     |  |
| 12.   | «Morning Light»                 | 3:10     |  |
| 13.   | «Back for More»                 | 3:13     |  |
| 43:29 |                                 |          |  |

| Europe and UK edition bonus tracks |                 |          |  |
| N.º                                | Título          | Duración |  |
| 14.                                | «Mamma Mia»     | 3:47     |  |
| 15.                                | «Super Trouper» | 3:52     |  |

| Japan edition bonus track |                      |          |  |
| N.º                       | Título               | Duración |  |
| 14.                       | «Can't Stop the Pop» | 3:00     |  |

| North America Target and Walmart edition bonus track |                             |          |  |
| N.º                                                  | Título                      | Duración |  |
| 14.                                                  | «Don't Even Know Your Name» | 3:46     |  |

| Thailand edition bonus tracks |                                                   |          |  |
| N.º                           | Título                                            | Duración |  |
| 14.                           | «Upside Down» (Grzzly/Tysper Radio Remix)         | 3:50     |  |
| 15.                           | «Halfway Around the World» (M12 Massive Club Mix) | 6:56     |  |
| 16.                           | «Sugar Rush» (M12 Remix)                          | 6:25     |  |
| 17.                           | «Give It Up»                                      | 3:42     |  |

| Teen Spirit - New Version bonus tracks |                                          |          |  |
| N.º                                    | Título                                   | Duración |  |
| 14.                                    | «Heartbreak Lullaby» (Ray Hedges 7" Mix) | 4:06     |  |
| 15.                                    | «Don't Even Know Your Name»              | 3:46     |  |
| 16.                                    | «Can't Stop the Pop»                     | 3:00     |  |
| 17.                                    | «Give It Up»                             | 3:42     |  |

## Charts

### Weekly charts
| Chart (2001)                            | Peak position |
| --------------------------------------- | ------------- |
| Austria (Ö3 Austria)                    | 18            |
| Dinamarca (Hitlisten)                   | 30            |
| Países Bajos (Album Top 100)            | 42            |
| Unión Europea (European Top 100 Albums) | 13            |
| Finlandia (Suomen Virallinen Lista)     | 33            |
| Alemania (Offizielle Top 100)           | 5             |
| Noruega (VG-lista)                      | 37            |
| Suecia (Sverigetopplistan)              | 2             |
| Suiza (Schweizer Hitparade)             | 13            |
| Estados Unidos (Billboard 200)          | 50            |

### Year-end charts
| Chart (2001)               | Position |
| -------------------------- | -------- |
| Suecia (Sverigetopplistan) | 68       |

## Historial de Lanzamiento
| Fecha                 | Región         | Formato    | Discográfica   | Ref. |
| --------------------- | -------------- | ---------- | -------------- | ---- |
| 21 de febrero de 2001 | Japón          | CD         | Stockholm      |      |
| 26 de febrero de 2001 | Suecia         | CD         | Stockholm      |      |
| 27 de febrero de 2001 | Norteamérica   | CD, casete | Stockholm, MCA |      |
| 29 de octubre de 2001 | United Kingdom | CD, casete | Stockholm      |      |